# La Crèche (Deux-Sèvres)
La Crèche is een gemeente in het Franse departement Deux-Sèvres (regio Nouvelle-Aquitaine). De plaats maakt deel uit van het arrondissement Niort. La Crèche telde op 1 januari 2022 5.681 inwoners.

## Geschiedenis
In de vroege middeleeuwen lag hier een moerassig gebied langs de Sèvre Niortaise. Vanaf 1170 begonnen monniken het gebied droog te leggen. Er kwamen tot vijftien watermolens op de rivier. De meeste werden gebruikt om graan te malen maar vanaf 1640 werd er ook papier gemaakt. De ontwikkeling van La Crèche begon halfweg de 18e eeuw met de aanleg van de Voie Royale 11, de koninklijke weg. Ook belangrijk was de komst van de spoorweg in 1856. Zo werd de nieuwe wijk La Crèche, ten zuiden van de rivier, belangrijker dan het dorp Breloux, ten noorden van de rivier. Aan het begin van de 20e eeuw werd dan ook beslist om de naam van de gemeente te wijzigen van Breloux in La Crèche.

## Geografie
De oppervlakte van La Crèche bedroeg op 1 januari 2022 34,5 vierkante kilometer; de bevolkingsdichtheid was toen 164,7 inwoners per km². De Sèvre Niortaise stroomt over een afstand van zeven kilometer door de gemeente.
De onderstaande kaart toont de ligging van La Crèche met de belangrijkste infrastructuur en aangrenzende gemeenten.

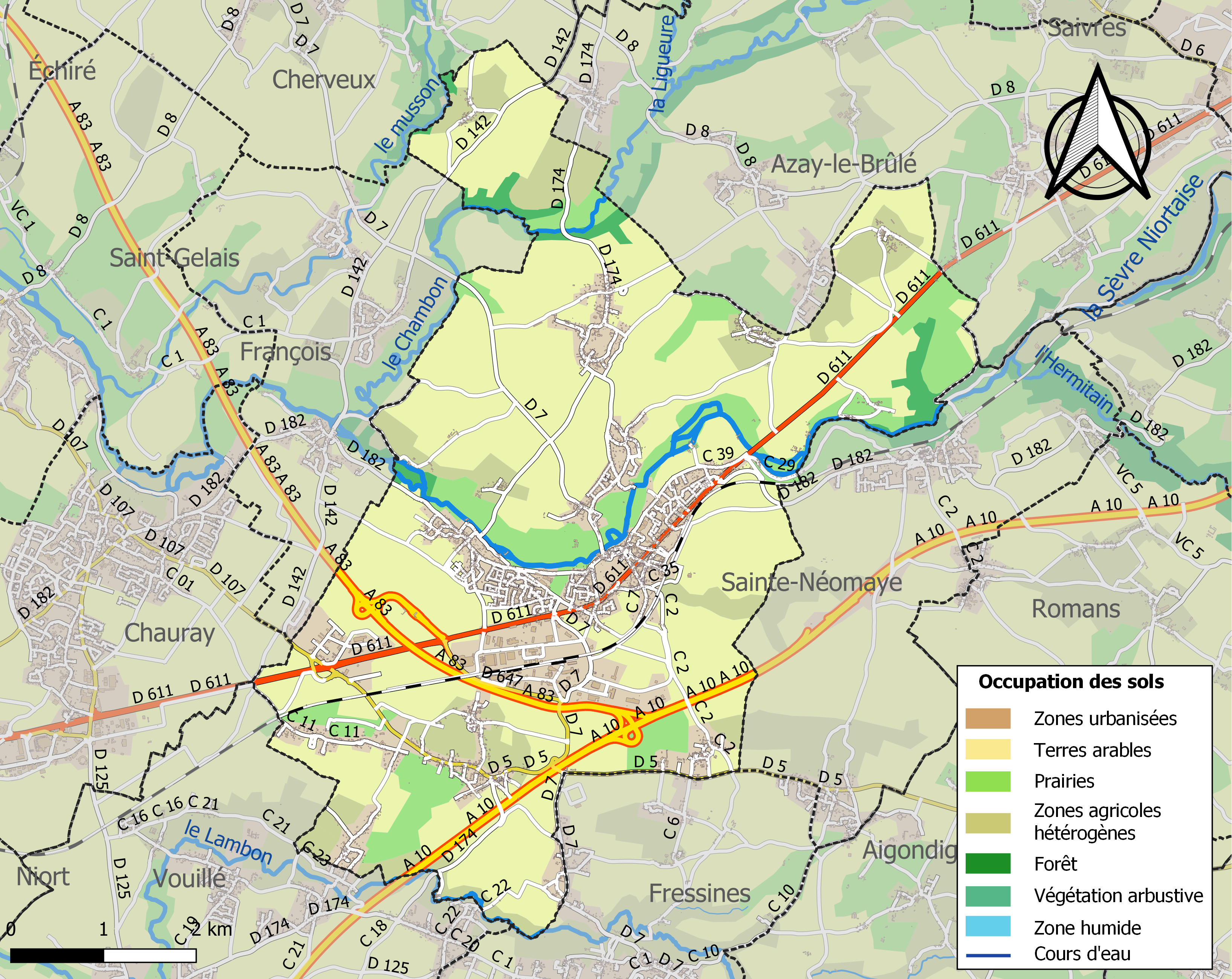

## Verkeer en vervoer
In de gemeente ligt de spoorweghalte La Crèche. De autosnelwegen A10 en A83 kruisen in de gemeente.

## Demografie
Onderstaande figuur toont het verloop van het inwonertal (bron: INSEE-tellingen).

## Geboren
- Jean-Baptiste Baujault (1828-1899), beeldhouwer